# 30388 Nicolejustice
30388 Nicolejustice è un asteroide della fascia principale. Scoperto nel 2000, presenta un'orbita caratterizzata da un semiasse maggiore pari a 2,7472785 UA e da un'eccentricità di 0,0816784, inclinata di 1,73410° rispetto all'eclittica.